# Cimitero di Saint-Vincent
Il cimitero di Saint-Vincent (cimetière de Saint-Vincent, cimitero di San Vincenzo) è un cimitero parigino situato in rue Lucien-Gaulard, nel 18º arrondissement. Venne aperto il 5 gennaio 1831.
Si tratta di uno dei tre cimiteri siti nel quartiere di Montmartre, insieme al cimitero del Calvaire ed il cimitero di Montmartre.

## Personalità sepolte
Il cimitero di Saint-Vincent conta quasi 900 tombe. Tra queste vi sono personaggi noti, come:
- Jules Adler (1865 - 1952), pittore, soprannominato «le peintre des humbles» (il pittore degli umili)
- Anouk Aimée (1932 - 2024), attrice
- Marcel Aymé (1902 - 1967), scrittore
- Harry Baur (1880 - 1943), attore
- Eugène Boudin (1824 - 1898), pittore
- Marcel Carné (1906 - 1996), regista e sceneggiatore
- Louis-Robert Carrier-Belleuse (1848 - 1913), pittore e scultore
- Jules Chéret (1836 - 1932), pubblicitario e pittore
- Roland Dorgelès (1885 - 1973), scrittore
- René Dumesnil (1879 - 1967), musicista e critico letterario
- André Gabriello (1896 - 1975), attore (sepolto con la figlia Suzanne Gabriello, 1932 - 1992, anch'essa attrice e cantante)
- Émile Goudeau (1849 - 1906), giornalista e poeta
- Arthur Honegger (1892 - 1955), compositore svizzero
- Désiré-Émile Inghelbrecht (1880 - 1965), compositore e direttore d'orchestra
- Frédéric Lagnau (1967 - 2010), compositore e pianista
- Roland Lesaffre (1927 - 2009), attore
- Gen Paul (1895 - 1975), pittore e incisore
- Claude Pinoteau (1925 - 2012), regista, sceneggiatore e produttore cinematografico
- Nicolas Platon-Argyriades (1888 - 1968), ceramista
- Lazare Pytkowicz (1928 - 2004), patriota
- Gustave Victor Quinson (1863 - 1943), attore e direttore di teatro
- Max Révol (1894 - 1967), attore
- Xavier Schoellkopf (1869 - 1911), architetto
- Alain Romans (1905 - 1988), compositore
- Paul Sédir (Yvon Le Loup) (1871 - 1926), scrittore e filosofo
- Théophile Steinlen (1859 - 1923), pittore e incisore svizzero
- Maurice Utrillo (1883 - 1955), pittore (sepolto con la moglie Lucie)